# Heilige Dreifaltigkeit (Rentweinsdorf)

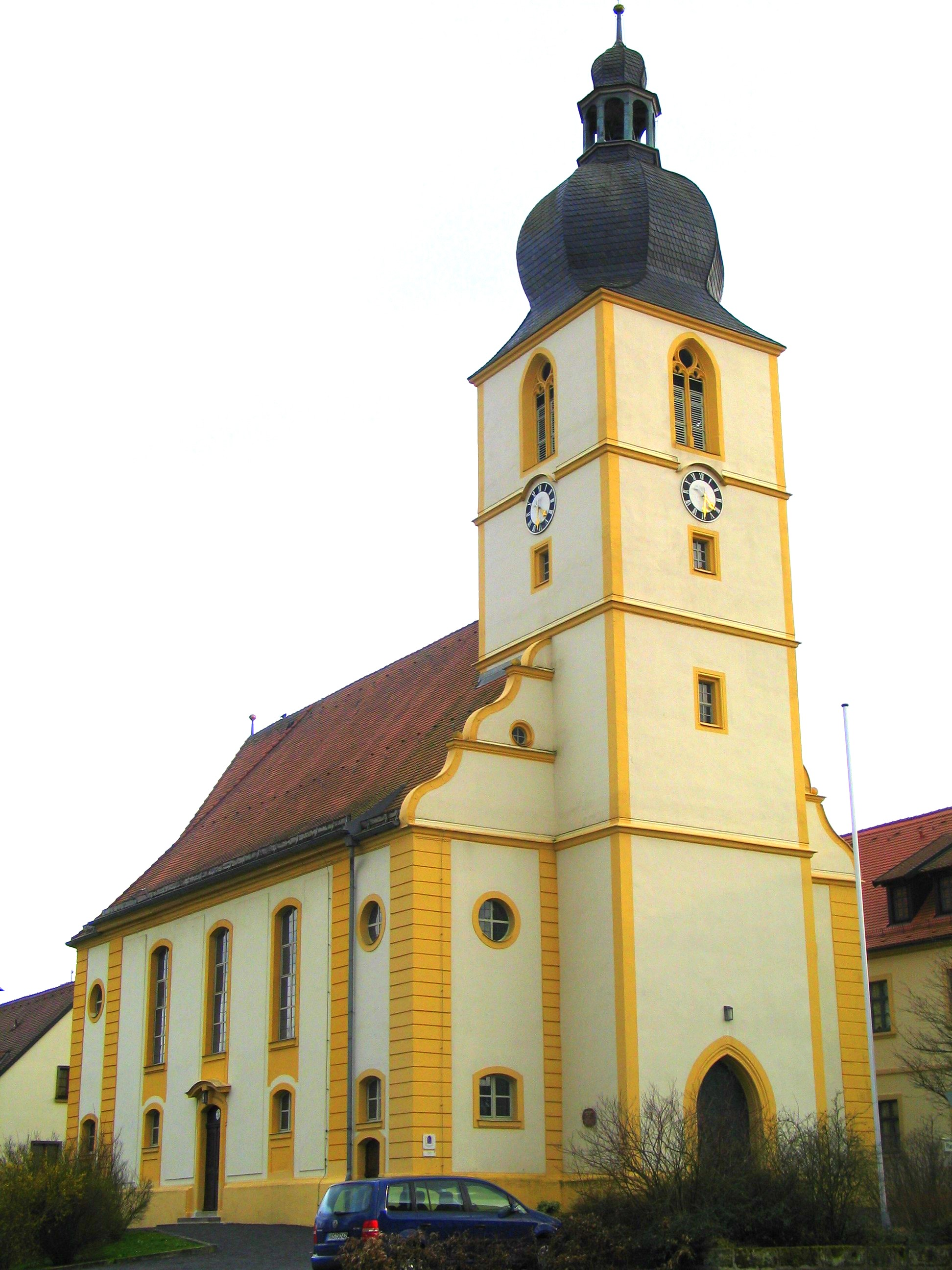
Außenansicht

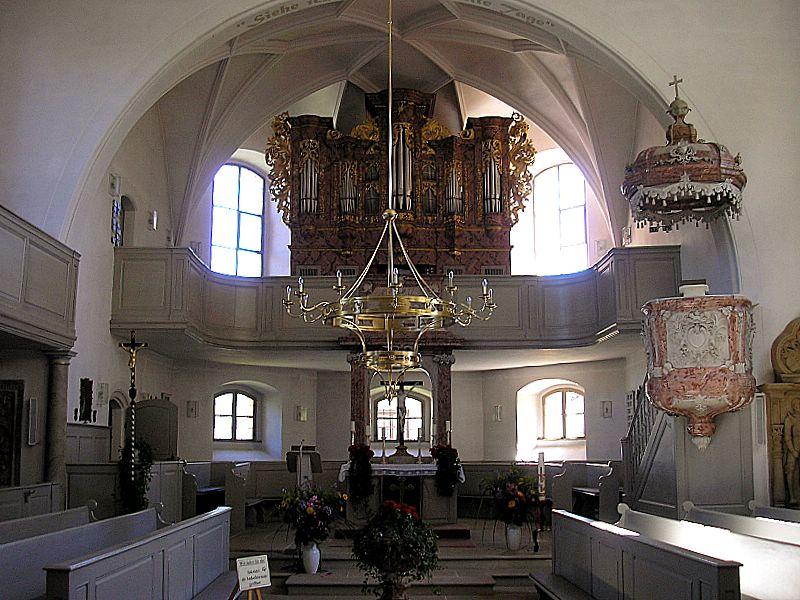
Der Chor mit der Orgel

Die evangelische Pfarrkirche Heilige Dreifaltigkeit (Dreieinigkeitskirche) bildet zusammen mit dem gegenüberliegenden Schloss ein historisches Ensemble im Zentrum des Marktes Rentweinsdorf (Landkreis Haßberge, Unterfranken). Der schlichte Sakralbau birgt einige bedeutende Grabmäler der ehemaligen Dorfherren, der Freiherren von Rotenhan.

## Geschichte
Eine Schlosskapelle in Rentweinsdorf wurde bereits 1317 als Filiale der Eberner Pfarrkirche erwähnt. Im Zuge der Einführung des evangelischen Bekenntnisses wurde die Kapelle 1533 zur eigenständigen Pfarrei erhoben.
Der Schlossherr Wolfgang Christoph von Rotenhan gab 1597 den Bau der Pfarrkirche in Auftrag. Am 19. Januar 1601 konnte die neue Kirche geweiht werden. Im Jahr 1612 wurden die älteren Grabmäler und Epitaphien aus der Wasserburg in das Gotteshaus übertragen.
1738 veränderte man die Fenster in barocken Formen. 1743 wurde eine neue Einrichtung eingebaut. Die schiefergedeckte Laternenhaube des Turmes stammt aus dem Jahr 1795.

## Beschreibung

### Außenbau
Das stattliche, nach Süden ausgerichtete Gotteshaus liegt westlich des Schlosses am Rand des geräumigen Planplatzes. Auf die Entstehung in nachgotischer Zeit verweisen außen noch die Strebepfeiler des eingezogenen Chores, das Spitzbogenportal des Turmes und die Maßwerke der Schallöffnungen unter der Schieferhaube. Das Langhaus wird durch rustizierte Ecklisenen und zweigeschossige geschwungene Giebelblenden gegliedert. Um die gesamte Kirche verläuft eine niedrige Sockelzone. Die Langhausfenster sind wegen der Innenempore zweigeschossig angeordnet. Neben dem nördlichen Turmportal gewähren noch zwei Langhausportale Einlass.

### Innenraum
Das flachgedeckte Langhaus von vier Fensterachsen umlaufen einfache Holzemporen. Den Chorraum überspannt ein nachgotisches Netzgewölbe, die Rippen entwachsen den Wänden ohne Vermittlung. Der einfache Hochaltar und die Rokokokanzel aus Stuckmarmor entstanden um 1743. Das reich geschnitzte Orgelgehäuse (um 1730) über dem Altar stammt aus der Bamberger Karmelitenkirche.

## Grabmäler und Epitaphien

### Das Drei-Brüder-Grabmal
Rechts neben dem Choreingang befindet sich das Epitaph für die drei Brüder Sebastian, Hans und Martin von Rotenhan. Zwischen zwei Renaissancesäulen stehen die drei geharnischten Ritter auf ihren Helmen. Oben umrahmt ein Dreipass das dreifache Rotenhanwappen. Auf dem bekrönenden Spangenhelm steht das Wappentier der Familie, der rote Hahn. Das meist Christoph Schneebach zugeschriebene Grabmal zählt zu den bedeutendsten derartigen Denkmälern Frankens.
Der linke Gewappnete ist der Humanist Sebastian von Rotenhan, der als Schöpfer der ersten Landkarte Frankens gilt. Die Inschrift der Sockelplatte lautet:

„Ano 1532 Starb herr Sebastian / Ritter avch der Rechtten Doctor vnd / Dan Anno * 59 * Hans vnd im *60 / Mertten alle vom Rottenhan (zv) Rentweinnstorff gebrv(de)ren deren / Selen der Almechtige Gott gnä/dig vnd * barmherzig Sei Amen“

Die Brüder waren die Söhne des Matthes von Rotenhan und der Walburga, einer geborenen Förtsch.

### Sebastian und Anna Rufina von Rotenhan
Daneben kündet das monumentale Epitaph des Sebastian von Rotenhan von dessen frühem Tod. Der Edelmann starb 1588 im Alter von nur 30 Jahren. Er kniet zusammen mit seiner Frau Anna Rufina vor dem Kruzifix. Anna Rufina, eine geborene Riedesel von Eisenbach, ist in vornehmer Zeittracht dargestellt, der Harnisch des Mannes verweist auf die ritterliche Herkunft der Familie.
Das Epitaph entstand um 1590 in der Altensteiner Werkstatt des Georg Dümpel. Der Meister versah das Werk mit seinem Meisterzeichen und hinterließ auch ein Selbstporträt. Die Inschrift „SBE“ unten wird als Sinnspruch gedeutet. In der älteren Literatur wurde die Schrift als Simon Bildhauer (in) Ebern interpretiert. Der hohe, altarähnliche Aufbau zeigt Reliefs der Auferstehung und darüber das Ehewappen Rotenhan-Riedesel. Die Bekrönung bildet die Darstellung Gottvaters mit der Weltkugel, über dem noch ein Pelikan mit seinen Jungen zu erkennen ist.
Bei ihrer Hochzeit mit dem dreiundzwanzigjährigen Sebastian im Jahr 1581 war Anna Rufina erst 15 Jahre alt. Während ihrer siebenjährigen Ehe gebar sie ihrem Ehemann – der damals manchmal als „Krone des Adels an Tapferkeit“ bezeichnet wurde – fünf Kinder, von denen drei überlebten. 1594 heiratete die verwitwete Edelfrau den ehemaligen Bamberger Domherren Hans Veit von Würtzburg. Auch sie verstarb mit erst vierunddreißig Jahren relativ jung (29. Februar 1600).
Die Inschriften der Sockelplatten sind in Fraktur ausgeführt. Auf der linken Platte finden sich die Worte:

„Im Jar Christi * 1588 freitas denn* / 26 Aprilis Jst in gott Verschieden / Der Edell Vnd Ehrntuest Sebastian / vom Rottenhan zue Renttweins-/dorff * seins Alters * 30 * Jar Vnd 11 * tag: / Dessen Seelen Gott gnade Amen“

Das rechte Gegenstück trägt die Inschrift:

„Im Jar Christi * 1600 Jst in Gott / verschieden avf den Hauß Rosenberg / ob Cronach die Edle vnd Ehrntvgenthaffte / Frau Anna Rvfina von Wirtzbvrg ge-/borne Ridteslin von Eisenbach Jhres Alters (..) Jahr.“

Das monumentale Epitaph war ursprünglich für die katholische Pfarrkirche in Ebern bestimmt. Der Würzburger Fürstbischof Julius Echter untersagte jedoch die Aufstellung des Denkmals in der Pfarrkirche wegen des evangelischen Bekenntnisses der Dargestellten. Der Stein wurde deshalb 1593 nach Rentweinsdorf verbracht.

### Sonstige Grabdenkmäler
Zwei Bronzegüsse erinnern an Wolfgang Christoph († 1605) und Hans Georg († 1613) von Rotenhan. Die beiden stilistisch übereinstimmenden Tafeln stammen wohl aus der Nürnberger Werkstatt des Jakob Weinmann, dessen Signatur sich auf dem Denkmal von 1613 findet.
An den Wänden der Kirche befinden sich noch zahlreiche weitere Grabdenkmäler von Familienmitgliedern, neben einigen kleineren Bronzeplatten mehrere Sandsteintafeln, Wappen und Inschriften.

Galerie
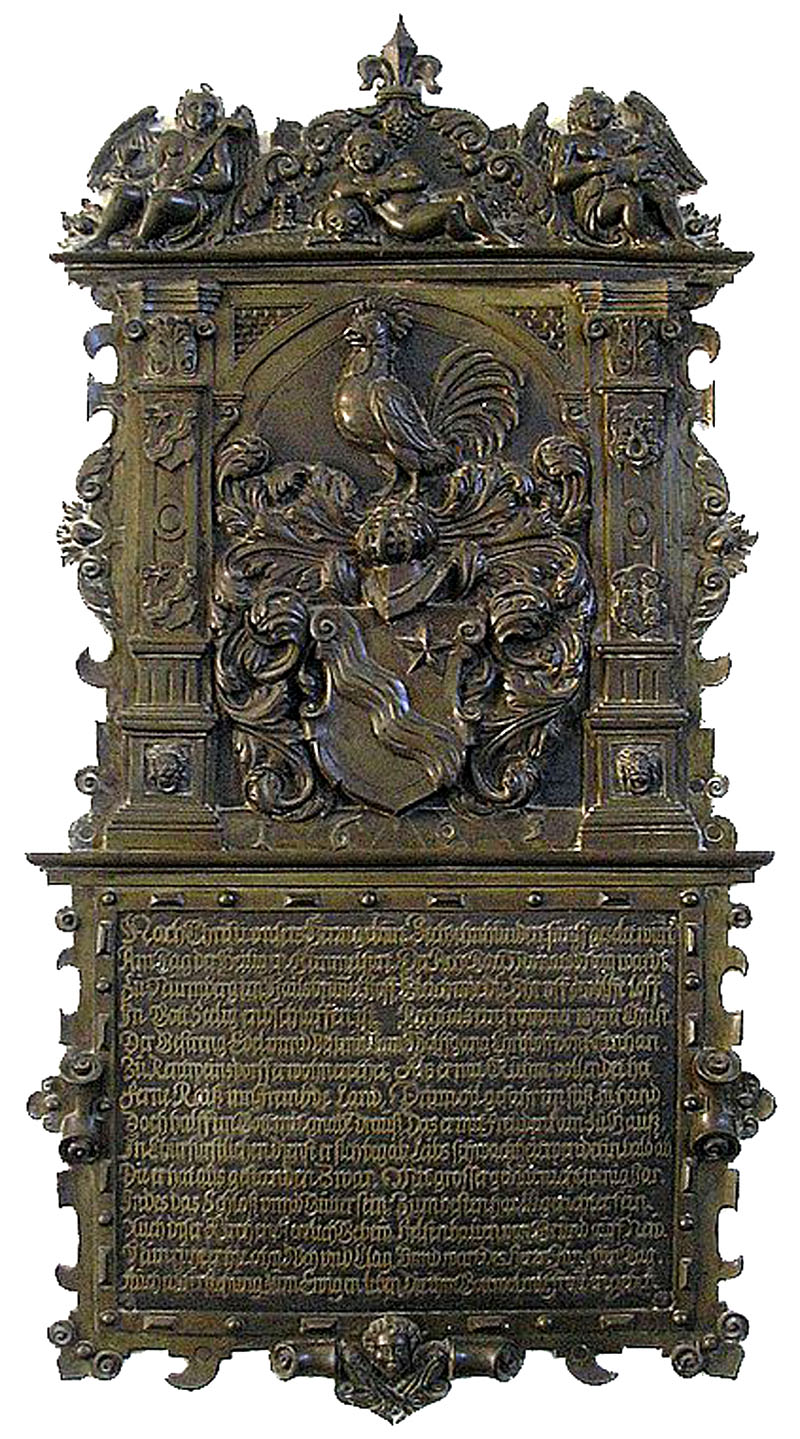
Hans Georg von Rotenhan
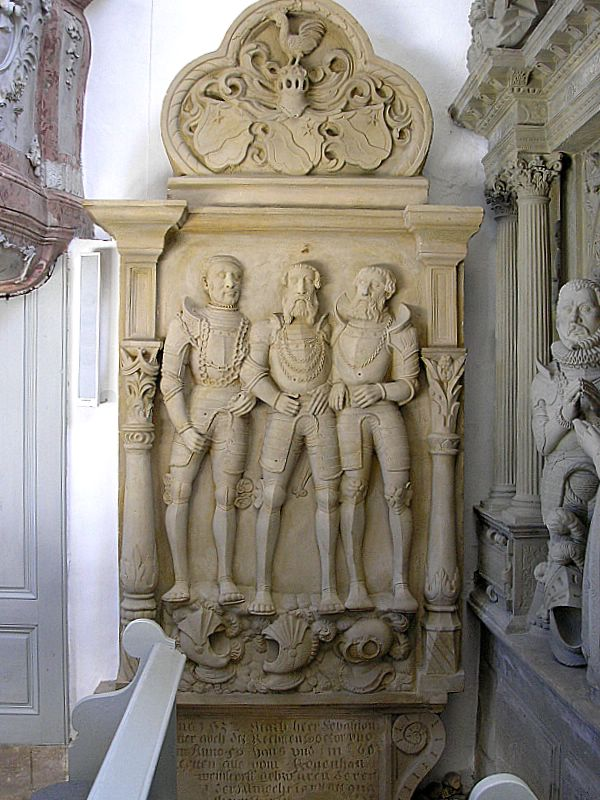
Sebastian, Hans und Martin von Rotenhan
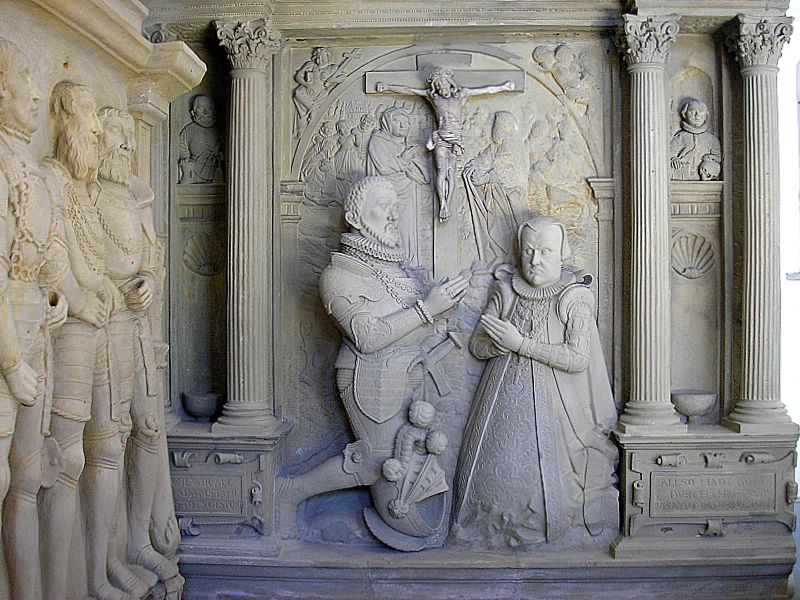
Sebastian und Anna Rufina von Rotenhan…
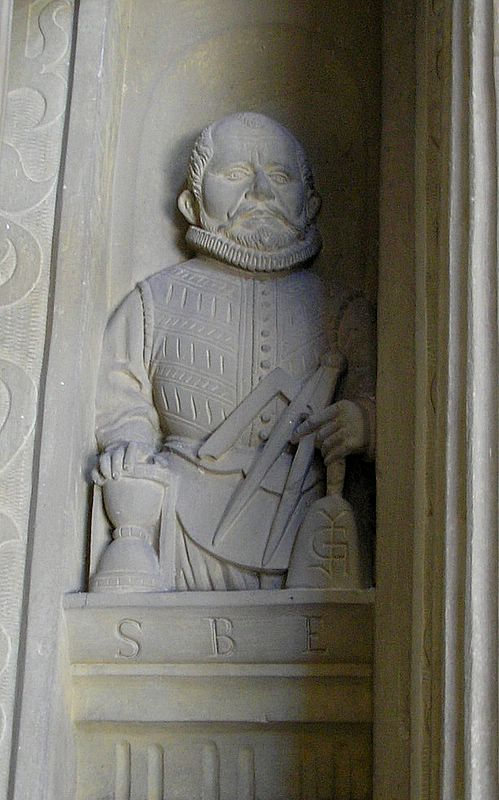
…und das Selbstbildnis des Bildhauers
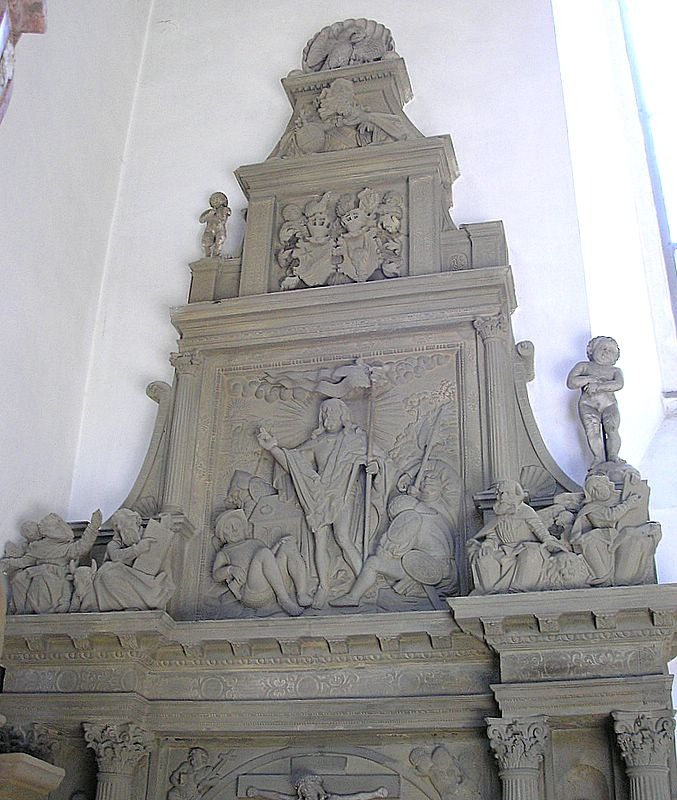
Der hohe Aufsatz des Epitaphs
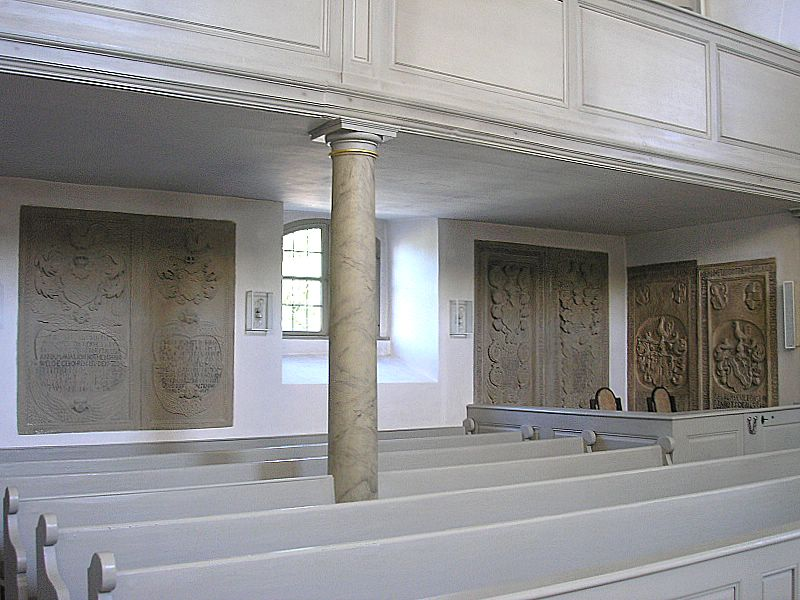
Wappensteine unter der Empore